# Acetiltransferasa

Estructura química de un grupo acetilo unido a un radical (denominado R) de una molécula.

La acetiltransferasa o transacetilasa es una enzima de tipo transferasa (número EC 2.3.1.5)  cuya actividad catalítica consiste en transferir un grupo acetilo, normalmente utilizando como sustrato una molécula de acetil-CoA. Entre las acetiltransferasas descritas en la literatura cabe destacar las siguientes:
- Histona acetiltransferasas (incluyendo la CBP histona acetiltransferasa), que acetilan residuos conservados de lisina en las histonas.
- Colina acetiltransferasa, que transfiere una molécula de acetil-CoA a la Colina (química).
- Cloranfenicol acetiltransferasa, que transfiere un grupo acetilo a la molécula de cloranfenicol.
- Serotonina N-acetiltransferasa, que transfiere un grupo acetilo al grupo amino de aminas aromáticas como la serotonina.

## Mutaciones y metabolización
Cada individuo metaboliza los xenobioticos a diferentes velocidades, esto resulta de  polimorfismos de los genes del metabolismo xenobiótico.
 
Las mutaciones afectan la expresión de la enzima N–Acetiltransferasa, y alteran la velocidad con que realiza la acetilación (biotransforma o metaboliza) sus diferentes sustratos (xenobióticos).
Se presentan tres fenotipos acetiladores: 
- rápidos, wild-type del gen NAT2
- intermedios y
- lentos, son polimorfismos del gen se asocian con toxicidad por fármacos.

Se acepta considerar a los individuos acetiladores rápidos e intermedios, como fenotipo acetilador rápido.

En el humano, la función principal de la enzima N–Acetiltransferasa, radica en la biotransformación de xenobióticos en el hígado (medicamentos, alimentos u otros).